# Wijken en buurten in Duiven
De Nederlandse gemeente Duiven is voor statistische doeleinden onderverdeeld in wijken en buurten. De gemeente is verdeeld in de volgende statistische wijken:
- Wijk 00 (CBS-wijkcode:022600)

Een statistische wijk kan bestaan uit meerdere buurten. Onderstaande tabel geeft de buurtindeling met kentallen volgens het Centraal Bureau voor de Statistiek (2008):
| CBS-buurtcode | Buurtnaam                           | Inwonertal | Opp. totaal (ha) | Opp. land (ha) | Ligging                |
| ------------- | ----------------------------------- | ---------- | ---------------- | -------------- | ---------------------- |
| BU02260000    | Duiven Kern                         | 4480       | 155              | 154            | Locatie in de gemeente |
| BU02260001    | Duiven randbebouwing                | 17730      | 453              | 445            | Locatie in de gemeente |
| BU02260002    | Loo                                 | 1000       | 86               | 86             | Locatie in de gemeente |
| BU02260003    | Groessen                            | 1080       | 76               | 76             | Locatie in de gemeente |
| BU02260004    | Verspreide huizen Loo               | 180        | 372              | 367            | Locatie in de gemeente |
| BU02260005    | Verspreide huizen Loowaard          | 0          | 176              | 104            | Locatie in de gemeente |
| BU02260006    | Verspreide huizen Groessen          | 660        | 529              | 529            | Locatie in de gemeente |
| BU02260007    | Verspreide huizen Duiven            | 310        | 687              | 683            | Locatie in de gemeente |
| BU02260008    | Verspreide huizen in het noorden    | 110        | 885              | 879            | Locatie in de gemeente |
| BU02260009    | Verspreide huizen De Jezuïetenwaard | 0          | 97               | 79             | Locatie in de gemeente |